# Computeranimation
Computeranimation er kunsten af skabe animerede billeder ved brug af computere, og er dermed et underfelt af computergrafik og animation. I stigende omfang laves computeranimationer vha. 3D-computergrafik, selvom 2D-computergrafik dog stadigt anvendes når, der er behov for lav udnyttelse af båndbredden, eller brug for hurtig real-tids renderinger. Anvendelsesområdet for computeranimation kan være alt lige fra computerspil, reklame eller film, hvor, i sidstnævnte, betegnelsen CGI ofte benyttes.
Computeranimationer skabes almindeligvis ved at rendere scener modelleret vha. et computer program. En scene modelleres således i programmet, og bevægelse af scenens elementer defineres enten, billede for billede, eller kan automatisk genereres af teknikker understøttet af programmet.